# Grå grässmyg
Grå grässmyg (Amytornis barbatus) är en fågel i familjen blåsmygar inom ordningen tättingar.

## Utseende och läte
Grå grässmyg är en liten och ljus streckad fågel med lång stjärt som hålls rest. Ovansidan är ljusbrun, undersidan ljus med beige anstrykning opå buken. På bröst och huvud syns tunna svarta och vita streck. Den har vidare ett svart ögonstreck och ett svart "Y" på kind och haka. Lätet är ett ljust metalliskt kvittrande.

## Utbredning och systematik
Grå grässmyg delas in i två underarter:
- A. b. barbatus – förekommer kring lägre delen av floden Bulloo River (sydvästra Queensland och intilliggande nordvästra New South Wales)
- A. b. diamantine – förekommer på flodslätterna vid lägre delarna av Diamantina River och Coopers Creek

## Levnadssätt
Grå grässmyg hittas i flodslätter. Under torra år stannar den nästan uteslutande i habitat dominerad av täta Lignum-snår, medan den vid större vattentillgång kan vandra till närliggande miljöer. 

## Status
Trots det begränsade utbredningsområdet och att den tros minska i antal anses beståndet vara livskraftigt av internationella naturvårdsunionen IUCN.